# St Columba’s Church (Kilmacolm)

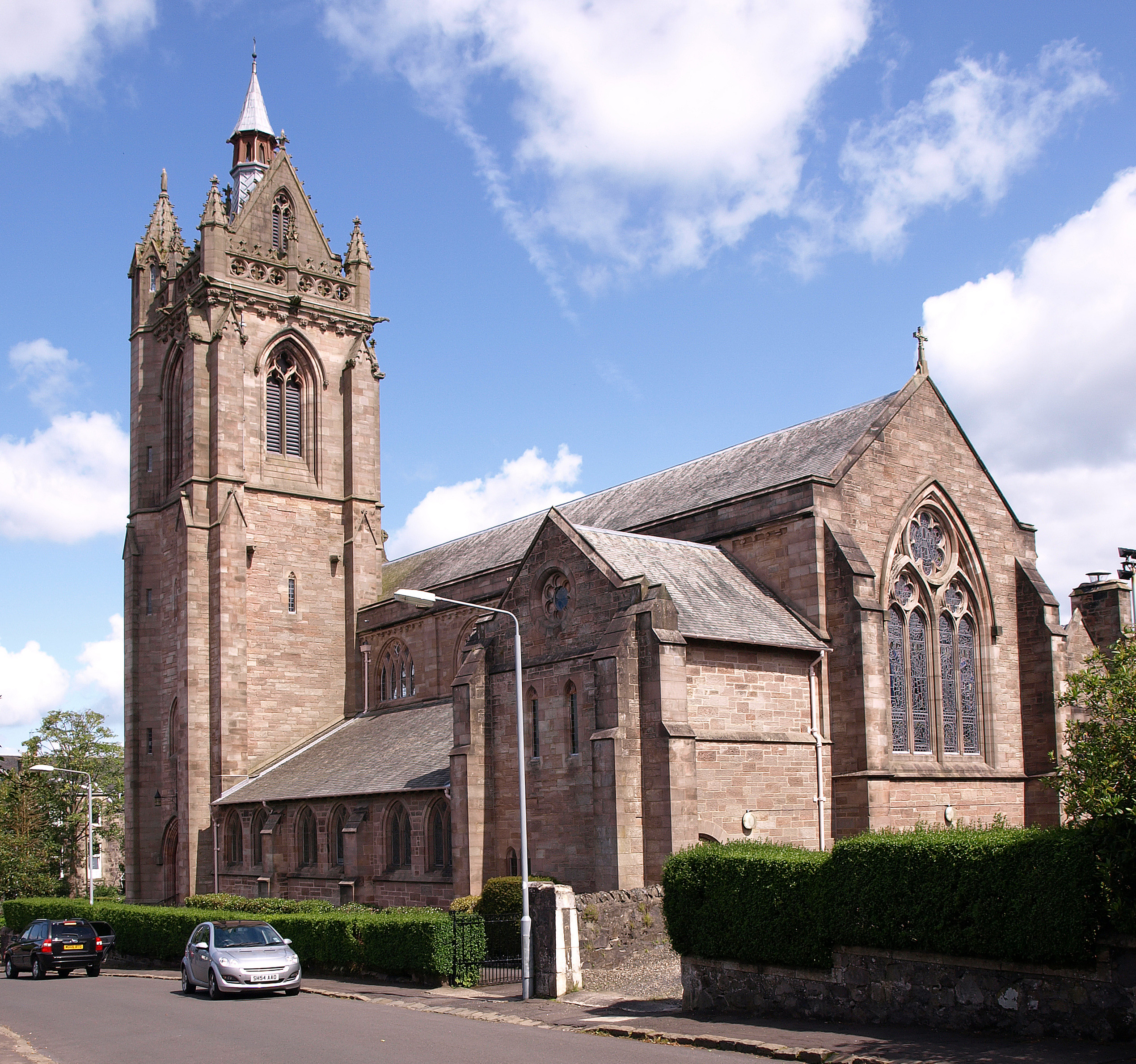
St Columba’s Church

Die St Columba’s Church, ehemals St James Church, ist ein Kirchengebäude der presbyterianischen Church of Scotland in der schottischen Stadt Kilmacolm in Inverclyde. 1971 wurde das Bauwerk in die schottischen Denkmallisten in der höchsten Kategorie A aufgenommen. Die Kirche ist noch als solche in Verwendung.

## Beschreibung
Die St Columba’s Church befindet sich im Stadtzentrum Kilmacolms an der Duchal Road. Sie wurde im Jahre 1903 nach einem Entwurf des bedeutenden Architekten William Leiper, der zahlreiche Bauwerke in den Central Lowlands konzipierte, für die Free Church of Scotland errichtet. Vor der Verschmelzung der Kirchengemeinde mit jener der Church of Scotland im Jahre 1957 hieß sie St James United Free Church. Das Mauerwerk des neogotischen Kirchenbaus besteht aus zu Steinquadern behauenem Naturstein. Der Eingangsbereich befindet sich in dem nordwestlich vorgelagerten Glockenturm. Die Dächer sind mit Schieferschindeln eingedeckt.